# بوکس در المپیک تابستانی ۲۰۲۴
بوکس یکی از ورزش‌های المپیک تابستانی ۲۰۲۴ است که از ۲۷ ژوئیه تا ۱۰ اوت برگزار شده است.
این مسابقات در دو بخش مردان و زنان انجام شده.

## نتایج

### جدول مدال‌ها
*   کشور میزبان (فرانسه)
| رتبه           | NOC                  | طلا | نقره | برنز | مجموع |
| -------------- | -------------------- | --- | ---- | ---- | ----- |
| ۱              | ازبکستان             | ۵   | ۰    | ۰    | ۵     |
| ۲              | چین                  | ۳   | ۲    | ۰    | ۵     |
| ۳              | چین تایپه            | ۱   | ۰    | ۲    | ۳     |
| ۴              | کوبا                 | ۱   | ۰    | ۱    | ۲     |
| ۵              | الجزایر              | ۱   | ۰    | ۰    | ۱     |
| ۵              | اوکراین              | ۱   | ۰    | ۰    | ۱     |
| ۵              | ایرلند               | ۱   | ۰    | ۰    | ۱     |
| ۸              | ترکیه                | ۰   | ۲    | ۱    | ۳     |
| ۸              | فرانسه*              | ۰   | ۲    | ۱    | ۳     |
| ۱۰             | اسپانیا              | ۰   | ۱    | ۱    | ۲     |
| ۱۰             | قزاقستان             | ۰   | ۱    | ۱    | ۲     |
| ۱۲             | جمهوری آذربایجان     | ۰   | ۱    | ۰    | ۱     |
| ۱۲             | قرقیزستان            | ۰   | ۱    | ۰    | ۱     |
| ۱۲             | لهستان               | ۰   | ۱    | ۰    | ۱     |
| ۱۲             | مکزیک                | ۰   | ۱    | ۰    | ۱     |
| ۱۲             | پاناما               | ۰   | ۱    | ۰    | ۱     |
| ۱۷             | استرالیا             | ۰   | ۰    | ۲    | ۲     |
| ۱۷             | جمهوری دومینیکن      | ۰   | ۰    | ۲    | ۲     |
| ۱۷             | فیلیپین              | ۰   | ۰    | ۲    | ۲     |
| ۲۰             | آلمان                | ۰   | ۰    | ۱    | ۱     |
| ۲۰             | ایالات متحده آمریکا  | ۰   | ۰    | ۱    | ۱     |
| ۲۰             | برزیل                | ۰   | ۰    | ۱    | ۱     |
| ۲۰             | بریتانیای کبیر       | ۰   | ۰    | ۱    | ۱     |
| ۲۰             | بلغارستان            | ۰   | ۰    | ۱    | ۱     |
| ۲۰             | تاجیکستان            | ۰   | ۰    | ۱    | ۱     |
| ۲۰             | تایلند               | ۰   | ۰    | ۱    | ۱     |
| ۲۰             | تیم پناهندگان المپیک | ۰   | ۰    | ۱    | ۱     |
| ۲۰             | کانادا               | ۰   | ۰    | ۱    | ۱     |
| ۲۰             | کره جنوبی            | ۰   | ۰    | ۱    | ۱     |
| ۲۰             | کره شمالی            | ۰   | ۰    | ۱    | ۱     |
| ۲۰             | کیپ ورد              | ۰   | ۰    | ۱    | ۱     |
| ۲۰             | گرجستان              | ۰   | ۰    | ۱    | ۱     |
| مجموع (۳۲ NOC) | مجموع (۳۲ NOC)       | ۱۳  | ۱۳   | ۲۶   | ۵۲    |

### مردان
| رویداد       | طلا                            | نقره                            | برنز                               |
| ۵۱ کیلوگرم   | حسن بای دوسماتوف · ازبکستان    | بلال بناما · فرانسه             | جونیور آلکانتارا · جمهوری دومینیکن |
| ۵۱ کیلوگرم   | حسن بای دوسماتوف · ازبکستان    | بلال بناما · فرانسه             | دنیل وارلا ده پینا · کیپ ورد       |
| ۵۷ کیلوگرم   | عبدالمالک خالوکوف · ازبکستان   | موناربک سیتبک اولو · قرقیزستان  | چارلی سینیور · استرالیا            |
| ۵۷ کیلوگرم   | عبدالمالک خالوکوف · ازبکستان   | موناربک سیتبک اولو · قرقیزستان  | خاویر ایبانیز · بلغارستان          |
| ۶۳٫۵ کیلوگرم | اریسلاندی آلوارس · کوبا        | سوفیان اومیا · فرانسه           | ویات سانفورد · کانادا              |
| ۶۳٫۵ کیلوگرم | اریسلاندی آلوارس · کوبا        | سوفیان اومیا · فرانسه           | لاشا گورولی · گرجستان              |
| ۷۱ کیلوگرم   | اسدخوجا مویدینخوائف · ازبکستان | مارکو وارده · مکزیک             | عمری جونز · ایالات متحده آمریکا    |
| ۷۱ کیلوگرم   | اسدخوجا مویدینخوائف · ازبکستان | مارکو وارده · مکزیک             | لوئیس ریچاردسون · بریتانیای کبیر   |
| ۸۰ کیلوگرم   | اولکساندر خیژنیاک · اوکراین    | نوربک اورالبای · قزاقستان       | کریستین پینالس · جمهوری دومینیکن   |
| ۸۰ کیلوگرم   | اولکساندر خیژنیاک · اوکراین    | نوربک اورالبای · قزاقستان       | آرلن لوپز · کوبا                   |
| ۹۲ کیلوگرم   | لزیزبک ملاجانوف · ازبکستان     | لورن آلفونسو · جمهوری آذربایجان | امانوئل ریس · اسپانیا              |
| ۹۲ کیلوگرم   | لزیزبک ملاجانوف · ازبکستان     | لورن آلفونسو · جمهوری آذربایجان | دولت بولتائف · تاجیکستان           |
| ۹۲+ کیلوگرم  | بهادر جلالوف · ازبکستان        | ایوب غدفا · اسپانیا             | نلوی تیافاک · آلمان                |
| ۹۲+ کیلوگرم  | بهادر جلالوف · ازبکستان        | ایوب غدفا · اسپانیا             | جمیلی دینی ابودو مویندز · فرانسه   |

### زنان
| رویداد     | طلا                    | نقره                        | برنز                                |
| ۵۰ کیلوگرم | وو یو · چین            | بوسه ناز چاکیراوغلو · ترکیه | ناظم کیزایبی · قزاقستان             |
| ۵۰ کیلوگرم | وو یو · چین            | بوسه ناز چاکیراوغلو · ترکیه | آیرا ویلگاس · فیلیپین               |
| ۵۴ کیلوگرم | چانگ یوان · چین        | هاتیجه آکباش · ترکیه        | بانگ چول می · کره شمالی             |
| ۵۴ کیلوگرم | چانگ یوان · چین        | هاتیجه آکباش · ترکیه        | ایم ئه جی · کره جنوبی               |
| ۵۷ کیلوگرم | لی یو تینگ · چین تایپه | یولیا شرمتا · لهستان        | اسرا ییلدیز · ترکیه                 |
| ۵۷ کیلوگرم | لی یو تینگ · چین تایپه | یولیا شرمتا · لهستان        | نستی پتسیو · فیلیپین                |
| ۶۰ کیلوگرم | کلی هرینگتون · ایرلند  | یانگ ونلو · چین             | وو شی یی · چین تایپه                |
| ۶۰ کیلوگرم | کلی هرینگتون · ایرلند  | یانگ ونلو · چین             | بیتریس فریرا · برزیل                |
| ۶۶ کیلوگرم | ایمان خلیف · الجزایر   | یانگ لیو (بوکسور) · چین     | جانجم سواناپنگ · تایلند             |
| ۶۶ کیلوگرم | ایمان خلیف · الجزایر   | یانگ لیو (بوکسور) · چین     | چن نین چین · چین تایپه              |
| ۷۵ کیلوگرم | لی چیان · چین          | آتئینا بیلون · پاناما       | کیتلین پارکر · استرالیا             |
| ۷۵ کیلوگرم | لی چیان · چین          | آتئینا بیلون · پاناما       | سیندی نگامبا · تیم پناهندگان المپیک |